# Robert Prosinečki
Robert Prosinečki [ˈrɔbɛrt ˈprɔsinɛtʃki] (* 12. Januar 1969 in Schwenningen) ist ein ehemaliger jugoslawisch-kroatischer Fußballspieler und Trainer. Aktuell betreut er die Nationalmannschaft Montenegros.

## Jugend
Robert Prosinečki wurde am 12. Januar 1969 in Schwenningen (Baden-Württemberg) geboren. Sein Vater Đuro war Kroate, Mutter Emilija Đoković stammte aus dem serbischen Dorf Ježevica in der Nähe von Čačak. Die Eltern lebten mit ihren beiden Söhnen als Gastarbeiter in Deutschland. Prosinečkis Vater war Mitbegründer des Fußballvereins NK Marsonia aus Frickenhausen, bei dem fast ausschließlich Immigranten aus dem damaligen Jugoslawien aktiv waren und es auch heute noch sind (überwiegend Kroaten). Als Kind spielte Prosinečki von 1974 bis 1980 in der Jugendabteilung der Stuttgarter Kickers. 1980 kehrte die Familie in ihre Heimat zurück und ließ sich im Dorf Kraljevec  na Sutli (Gespanschaft Krapina-Zagorje) in der Teilrepublik Kroatien nieder. Prosinečki setzte seine fußballerische Ausbildung bei Dinamo Zagreb fort.

## Vereinskarriere

### Jugoslawien
Prosinečki debütierte am 2. November 1986 als 17-jähriger Jugendspieler für Dinamo Zagreb in Jugoslawiens erster Liga. Beim 2:1-Sieg über FK Željezničar Sarajevo gelang ihm gleich ein Tor, jedoch setzte ihn Trainer Miroslav Blažević im Verlauf der Saison 1986/87 lediglich ein weiteres Mal ein.
Prosinečkis Vater versuchte die Profikarriere seines Sohnes voranzutreiben, weshalb er wegen des fehlenden Vertrauens bei Dinamo Zagreb im Sommer 1987 einen Wechsel zu FK Roter Stern Belgrad forcierte. Sportdirektor Dragan Džajić hatte für den Klub das ehrgeizige Ziel ausgerufen, eine der besten Vereinsmannschaften Europas zusammenzustellen und die hoffnungsvollsten Spieler des Landes zu verpflichten. Trainer Velibor Vasović bevorzugte einen schnellen, direkten Spielstil und setzte auf schnelle Angreifer sowie kreative Mittelfeldspieler. Nach seinem herausragenden Auftritt bei der U-20 WM, avancierte Žuti (Gelber), wie er aufgrund seiner blonden Haare genannt wurde, auch im Verein zum Leistungsträger und bildete mit Dragan Stojković ein spielstarkes Mittelfeld. Roter Stern dominierte den nationalen Fußball und Prosinečki gewann mit dem Klub drei Meisterschaften (1987/88, 1989/90, 1990/91), sowie einmal den Pokal (1990). Den Höhepunkt der sportlichen Entwicklung markierte der Gewinn des Europapokals der Landesmeister am 29. Mai 1991 in Bari – der größte Erfolg der jugoslawischen Fußballgeschichte. Nachdem das Finale gegen Olympique Marseille torlos geendet hatte, siegte Belgrad mit 5:3 im Elfmeterschießen, wobei Prosinečki den ersten Strafstoß verwandeln konnte. Auf dem Weg zum Endspiel hatten sie namhafte Gegner wie die Glasgow Rangers und Bayern München ausgeschaltet. Obwohl erst 22 Jahre alt, zählte Prosinečki zu den hoffnungsvollsten Mittelfeldregisseuren Europas und war in die Riege der internationalen Spitzenspieler aufgestiegen. 1990 erhielt er die Auszeichnung als Jugoslawiens Fußballer des Jahres und belegte bei der Wahl zu Europas Fußballer des Jahres 1991 den fünften Platz. Im gleichen Jahr zeichnete ihn das italienische Sportmagazin Il Guerin Sportivo mit der Trofeo Bravo als besten Nachwuchsspieler Europas aus.

„Ich habe mich schon als Freigeist und Künstler gesehen. Für mich war das nächste Dribbling, die nächste Eins-gegen-eins-Situation am wichtigsten. Ich wollte den Leuten draußen etwas Spektakuläres bieten. Natürlich habe ich auch die Kritiken mitbekommen, die meinten, der Prosinečki spielt nur für sich, nicht für die Mannschaft. Tatsächlich habe ich mich aber immer als Teamplayer gesehen, dem es wichtig war, für das Team zu gewinnen.“

Das Fußballspiel zwischen Dinamo Zagreb und Roter Stern Belgrad am 13. Mai 1990, bei dem es zu gewaltsamen Auseinandersetzungen zwischen Hooligan-Gruppen, Spielern und der Polizei gekommen war, wurde zum Symbol des schwelenden Nationalitäten-Konflikts in Jugoslawien. Nur Prosinečki, der sich als Serbokroate stets mit politischen Äußerungen zurückhielt, hatte auf dem Rasen des Maksimir Stadions dafür geworben, Fußball zu spielen und die Prügeleien zu beenden. Tage später schickten ihm Hooligans seines eigenen Vereins einen Briefumschlag mit einer Patronenhülse und der Warnung: „Die nächste Kugel ist für dich.“ Der endgültige politische Zerfall Jugoslawiens hatte begonnen und mündete 1991 in einen blutigen Bürgerkrieg. Fast gleichzeitig zerfiel auch die Erfolgsmannschaft von Roter Stern Belgrad, denn nach dem Triumph im Europapokal wechselten zahlreiche Akteure ins Ausland.

### Spanien
Prosinečki zeichnete sich durch eine überragende Technik und großes Spielverständnis aus, weshalb er im Sommer 1991 zu den hoffnungsvollsten Talenten auf dem Transfermarkt zählte. Für 450 Millionen Peseten (umgerechnet 16 Millionen D-Mark) wechselte er zum spanischen Weltklub Real Madrid. Die Erwartungen an den Rekord-Neuzugang waren hoch, doch aufgrund einer Reihe von Muskelverletzungen verpasste Prosinečki nahezu seine gesamte Premierensaison (1991/92) und wurde nur fünfmal eingesetzt. Persönlicher Höhepunkt für Prosinečki war ein direkt verwandelter Freistoß im El Clásico gegen den FC Barcelona (1:1). In den beiden folgenden Jahren kam der kroatische Edeltechniker regelmäßiger zum Einsatz und konnte seine individuellen Fähigkeiten nachweisen, hatte jedoch immer wieder mit Verletzungen zu kämpfen. Mit den Königlichen verpasste er am letzten Spieltag der Saison 1992/93 die Meisterschaft durch eine unerwartete Niederlage denkbar knapp, konnte aber die Copa del Rey gewinnen (2:0 gegen Real Saragossa). Real Madrid konnte mit Prosinečki keine Meisterschaft erringen und der Spieler war hinter den hohen Erwartungen zurückgeblieben. Nach der Verpflichtung von Michael Laudrup war aufgrund der Ausländerregelung kein Platz mehr für Prosinečki, weshalb er 1994 an Real Oviedo ausgeliehen wurde. Unter Trainer Radomir Antić genoss der Mittelfeldstratege viele Freiheiten und war endlich verletzungsfrei. Prosinečki fand zu alter Stärke, spielte eine konstant gute Saison 1994/95 (30 Einsätze, fünf Tore) und hatte durch seine Leistungen großen Anteil am neunten Tabellenplatz. Im Sommer 1995 zeichnete sich ein Transferpoker um Prosinečki ab, der Antić zu Atlético Madrid folgen wollte. Doch Real verweigerte die Freigabe und Prosinečki unterzeichnete stattdessen am 20. Juli 1995 einen Dreijahresvertrag beim FC Barcelona, der ihn mit einem Jahresgehalt von sechs Millionen D-Mark zum bestbezahlten Fußballer der Welt machte. Nachdem Barças legendäres „Dream Team“ seinen sportlichen Zenit überschritten hatte, wollte Trainer Johan Cruyff die Mannschaft durch einige Neuverpflichtungen zur Saison 1995/96 wieder in die Erfolgsspur zurückführen. Doch die Leistungen des Kroaten waren inkonstant, er kämpfte mit Verletzungsproblemen und passte nicht in das taktische  Konzept. Barça wurde Dritter und verlor das Finale der Copa del Rey (0:1 gegen Atlético Madrid). In seiner zweiten Saison avancierte Prosinečki, unter Cruyffs Nachfolger Bobby Robson, endgültig zur Randfigur und kam zu keinem weiteren Einsatz, weshalb er am 14. Dezember 1996 an den FC Sevilla verkauft wurde. Mit den Andalusiern spielte er in der Rückrunde 1996/97 erfolglos gegen den Abstieg und Sevilla stieg in die Segunda División ab.

### Weitere Stationen
Nach sechs Jahren im Ausland kehrte Prosinečki 1997 nach Kroatien zurück. Für umgerechnet fünf Millionen D-Mark wechselte er zu Croatia Zagreb, wie sein Jugendklub Dinamo inzwischen hieß. Prosinečki war der bekannteste Spieler der Liga und gewann mit Croatia dreimal in Folge den Meistertitel (1997/98, 1998/99, 1999/2000), einmal den Pokal (1998) und qualifizierte sich sogar zweimal für die UEFA Champions League. 1997 erhielt Prosinečki die Auszeichnung als Kroatiens Fußballer des Jahres (gemeinsam mit Davor Šuker). Nachdem sein Vertrag ausgelaufen war, schloss er sich im Juli 2000 dem NK Hrvatski dragovoljac an, einem kleinen Vorstadtklub aus Novi Zagreb. Als er von einem Journalisten gefragt wurde, wie viel er denn bei Dragovoljac verdiene, antwortete er: „Ich spiele hier für einen Teller Bohnen.“ Das Intermezzo wurde nach einem halben Jahr vorzeitig beendet und Prosinečki wechselte zu Standard Lüttich in die belgische Jupiler League. Ein wesentlicher Grund für den Transfer war, dass Standard durch seinen Landsmann Tomislav Ivić trainiert wurde. Der Traditionsklub beendete die  Saison 2000/01  als Dritter.

## Nationalmannschaft
1987 gehörte Prosinečki zum jugoslawischen Aufgebot für die U-20-Weltmeisterschaft in Chile, die den WM-Titel gewinnen konnte (5:4 i. E. gegen Deutschland). Im Kader standen spätere Stars wie Davor Šuker, Zvonimir Boban oder Predrag Mijatovic, doch Prosinečki wurde mit dem Goldenen Ball als bester Spieler des Turniers ausgezeichnet. Der Weltverband FIFA lobte seine Leitungen: „Die tödlichen Pässe des Kroaten machten seine Mannschaft zur bei weitem gefährlichsten des gesamten Turniers.“
Prosinečki bestritt am 23. August 1989 gegen Finnland (2:2) sein erstes A-Länderspiel und stand im Folgejahr in Jugoslawiens WM-Kader. Die hoch gelobte Mannschaft von Trainer Ivica Osim zählte zu den Geheimfavoriten der WM 1990, scheiterte allerdings im Viertelfinale an Titelverteidiger Argentinien (2:3 n. E.). Prosinečki kam auf drei Einsätze und hatte in der Vorrunde beim 4:1-Sieg über die Vereinigten Arabischen Emirate ein Tor erzielt. Obwohl der 21 Jahre alte Prosinečki nur 137 Turnierminuten absolviert hatte, wurde er mit dem FIFA best Young Player Award als bester Nachwuchsspieler der WM ausgezeichnet. Im Folgejahr zerfiel Jugoslawien und die Nationalmannschaft trat nicht bei der Europameisterschaft 1992 an.
Nach der Unabhängigkeit Kroatiens entschied sich Prosinečki, fortan für die kroatische Nationalmannschaft zu spielen und absolvierte am 23. März 1994 sein erstes Länderspiel. Beim 2:0-Sieg über Spanien erzielte er ein Tor. In den folgenden Jahren bildete er neben Davor Šuker, Zvonimir Boban und Robert Jarni den Kern der Vatreni, die sich für die Europameisterschaft 1996 qualifizierten. Die spielstarken Kroaten zählten zu den positiven Überraschungen des Turniers und scheiterten im Viertelfinale am späteren Europameister Deutschland (1:2). In der Partie gegen die Türkei (1:0) wurde Prosinečki zum Man of the Match gewählt.

## Trainerkarriere
Nach Beendigung seiner aktiven Karriere arbeitete Prosinečki von 2006 bis 2010 als Assistenztrainer von Slaven Bilić für die kroatische Nationalmannschaft. Am 8. Dezember 2010 kehrte Prosinečki an seine alte Wirkungsstätte zurück und übernahm das Traineramt von Roter Stern Belgrad. Die Verpflichtung eines kroatischen Trainers rief in serbisch-nationalistischen Kreisen große Kritik hervor. Mit Zvezda wurde Prosinečki hinter dem großen Rivalen Partizan Belgrad zweimal Vize-Meister und gewann am 16. Mai 2012 den serbischen Pokal (2:1 gegen FK Borac Čačak). Nach Gesprächen mit Vereinspräsident Vladan Lukić trat er am 20. August 2012 von seinem Posten zurück.
Im Oktober 2012 übernahm Prosinečki den türkischen Erstligisten Kayserispor auf dem letzten Nichtabstiegsplatz und beendete die Saison auf dem fünften Tabellenplatz. Damit wiederholte er die beste Platzierung der Vereinsgeschichte. Durch diesen erfolgreichen Einstand im türkischen Fußball etablierte er sich zu einem der auffälligsten Trainer der vergangenen Süper-Lig-Saison. So bemühte sich der sich auf Trainersuche befindliche Istanbuler Verein Beşiktaş um Prosinečki. Da er bei Kayserispor noch einen ein Jahr laufenden Vertrag hatte, kam dieser Wechsel nicht zustande. Daraufhin verlängerte Prosinečki seinen Vertrag mit Kayserispor vorzeitig um ein weiters Jahr.
Mit Kayserispor erwischte Prosinečki einen schlechten Start in die Spielzeit 2013/14 und belegte mit seiner Mannschaft nach elf Spieltagen den letzten Tabellenplatz. Als Folge trat er nach dem Spiel gegen Beşiktaş Istanbul zurück. Nach Zureden der Vereinsführung ließ er sich Umstimmen und setzte seine Tätigkeit fort. Am 31. Dezember 2013 trat Prosinečki als Trainer von Kayserispor endgültig zurück.
Sein drittes Engagement als hauptverantwortlicher Trainer trat Prosinečki am 3. Dezember 2014 an. In Baku wurde er als Nationalcoach Aserbaidschans vorgestellt und unterzeichnete einen Dreijahresvertrag. Er betreute die aserbaidschanische Nationalelf bei der Qualifikation zur Europameisterschaft 2016 in Frankreich und in der Vorausscheidung zur Weltmeisterschaft 2018 in Russland.
Am 4. Januar 2018 wurde Prosinečki als neuer Trainer der bosnisch-herzegowinischen Nationalelf vorgestellt. Nach einer 2:4-Niederlage gegen Armenien in der Qualifikation zur Europameisterschaft 2021 am 8. September 2019 legte er vorerst sein Amt als Teamchef nieder. Bosnien-Herzegowina lag zu diesem Zeitpunkt, noch hinter Armenien, nur auf dem vierten Platz in seiner Qualifikationsgruppe. Wenige Tage später revidierte er allerdings nach einem Gespräch mit der Verbandsspitze seine Entscheidung. Am 27. November 2019 war sein Engagement als hauptverantwortlicher Trainer der bosnisch-herzegowinischen Fußballnationalmannschaft endgültig beendet.

## Trivia
- Robert Prosinečki ist der einzige Spieler in der Geschichte der Weltmeisterschaften, der Tore für zwei Mannschaften erzielte: 1990 für Jugoslawien und 1998 für Kroatien.
- Prosinečki ist zudem ein sehr guter Futsalspieler. Da er technisch sehr beschlagen ist, gilt er auch noch im Alter als ernstzunehmender, extrem fintenreicher Spieler. Er war einer der Initiatoren des Futsalturniers Kutija Šibica (Streichholzschachtel), das jährlich in Zagreb ausgetragen wird. Dieses Turnier erfreut sich immer größer werdender Beliebtheit, was auch die kroatischen Medien für sich entdeckt haben und regelmäßig Matches live übertragen.

## Erfolge
Vereine
- Jugoslawischer Meister (3): 1987/88, 1989/90, 1990/91
- Jugoslawischer Pokalsieger: 1989/90
- Europapokal der Landesmeister: 1990/91
- Spanischer Pokalsieger: 1992/93
- Spanischer Superpokalsieger: 1996
- Kroatischer Meister (3): 1997/98, 1998/99, 1999/2000
- Kroatischer Pokalsieger: 1998
- Slowenischer Pokalsieger: 2002/03

Nationalmannschaft
- Junioren-Weltmeister: 1987 mit Jugoslawien
- WM-Dritter 1998 mit Kroatien